# پییری
پییری شهری در شهرستان کودوگو در استان بولکیمده در بورکینافاسوی غربی مرکزی است جمعیت آن ۱۱۷۷ نفر است.